# جاستين السعدي سيرجينت
جاستين السعدي-سيرجينت (31 مارس 1950 - 11 أبريل 1994) كانت باحثة في مجال علم الأعصاب المعرفي. حصلت على درجة الدكتوراه من جامعة مكغيل. كانت مساعدة بروفيسور في علم الأعصاب وجراحة الأعصاب في معهد مونتريال لأمراض الأعصاب بجامعة مكغيل في الفترة من 1979 إلى 1982.
اعتبرت سيرجنت عالمة بارزة في مجال تخصصها، إلى أن اتهمت بشكل مجهول بانتهاك أخلاقيات بحث علمي. كان الضغط على الهجوم على شخصيتها وعلى أبحاثها لدرجة أنها انتحرت هي وزوجها معاً بعد أقل من عامين. بعد ثلاث سنوات من وفاتها، لم يتمكن التحقيق من التوصل إلى أي دليل على حدوث تزوير.

## بداية حياتها ونشأتها
ولدت جاستين سعادة في 31 مارس 1950 في لبنان. وأثناء التدريس هناك، التقت بزوجها السابق إيف سيرجنت. ثم انتقلا إلى فرنسا حيث تزوجا. التحقت جاستين سيرجينت في وقت لاحق ب جامعة مكغيل حيث حصلت على درجات البكالوريوس والماجستير والدكتوراه.

## الأبحاث
كانت جاستين سيرجينت من الباحثين الأوائل الذين قدموا أدلة على عملية التشريح العصبي الوظيفية لمعالجة الوجه، وقد وصفت منطقة الوجه المغزلي في عام 1992. باستخدام التصوير المقطعي بالإصدار البوزيتروني، وجدت سيرجنت أن هناك أنماطًا مختلفة من التنشيط استجابة للمهمتين المطلوبتين المختلفتين، معالجة الوجه ومعالجة الكائنات.
سميت نانسي كانويشر في وقت لاحق هذه المنطقة المعالجة في عام 1997 التي اقترحت أن وجود منطقة الوجه المغزلي هو دليل على خصوصية المجال في النظام البصري.

## الفضيحة والوفاة
تمثل قصة جاستين سيرجينت حالة سيئة السمعة من الاستهتار في مكان العمل في الأكاديميات الكندية. حيث حدث ذلك في جامعة ماكجيل تحت إشراف ديفيد جونستون (أصبح فيما بعد الحاكم العام لكندا). وتوجت محاولات الاستهجان لها في يوليو 1992 ، في رسالة مجهولة، عندما اتهمت سيرجينت بانتهاك إجراءات البحث الأخلاقي (وهو أسلوب متمرّس أكاديمي معروف). وقد اتهمت بالفشل في الحصول على موافقة لجنة الأخلاقيات على بحثها حول وظيفة الدماغ لعازفي البيانو. تضمن البحث استخدام مسح التصوير المقطعي بالإصدار البوزيتروني، الذي يتطلب حقن النظائر المشعة. أجابت سيرجينت أن الموافقة بقيت سارية المفعول، حيث لم يتغير شيء في التجربة الأصلية التي حصلت على الموافقة عليها، ولكن المثيرات (كانت الموضوعات تبحث الآن في النوتات الموسيقية بدلاً من الحروف). في عام 1993 ، وبخت جاستين سيرجينت بسبب فشلها في الإبلاغ عن هذا التغيير الطفيف في المحفزات في تجاربها إلى لجنة الأخلاقيات.
بعد مرور عامين تقريباً على إرسال أول رسالة مجهولة، تم إرسال عدة نسخ من رسالة أخرى مجهولة. حاولت الرسالة زيادة تشكيك سيرجينت من خلال ربط سلوكها البحثي بقضية الدكتور روجر بويسون من مستشفى سانت لوك. وقد اعترف الدكتور بواسون بتزوير السجلات في بحث سرطان الثدي. استلمت جريدة مونتريال واحدة من هذه الرسائل، وفي 9 أبريل 1994 ، نشرت مقالا عن تأنيب سيرجنت عام 1993. في نهاية الأسبوع بعد نشر هذا المقال، تم العثور على سيرجينت وزوجها ميتين في مرآبهما من التسمم بأول أكسيد الكربون. أعلن الطبيب الشرعي وقت الوفاة 11:40 صباحا 12 أبريل 1994. كانت هناك رسالة انتحار نقلا عن الرسالة المجهولة كسبب لانتحارهم. تم نشر المذكرة في كل من الجريدة ولابريس.
تم تعليق التحقيق في إجراءات جونستون ضد السيرجنت في ماكجيل، وانتهاكها الأخلاقي المزعوم، في 15 يوليو 1997 من قبل مؤسسة سيرجينت.